# Адамовичи (Гродненская область)
Адамовичи (бел. Ада́мавічы) — деревня в Гродненском районе Гродненской области Белоруссии. В составе Подлабенского сельсовета. Население 67 человек (2009).

## География
Адамовичи находятся в 6 км к северо-западу от центра Гродно. Центр сельсовета — село Подлабенье находится в 2 км к западу от Адамовичей. Километром южнее деревни проходит шоссе Гродно — Сопоцкин. В 9 км к западу проходит граница Польши.

## История

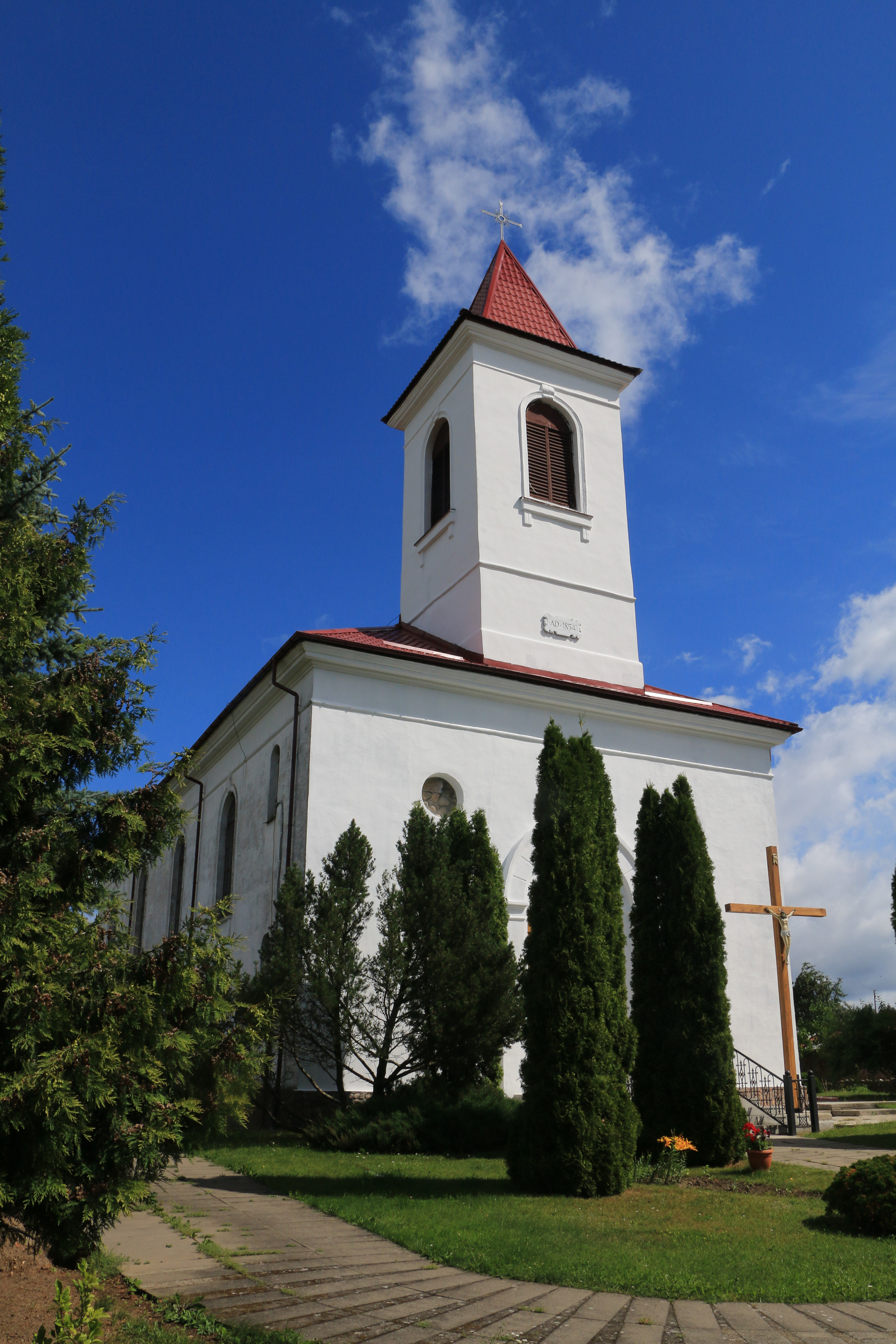
Церковь Вознесения Девы Марии

Впервые упоминаются в 1559 году как деревня Большие Адамовичи, рядом существовала деревня Малые Адамовичи. В 1754 году здесь основан католический приход.
В результате третьего раздела Речи Посполитой (1795) Адамовичи оказались в составе Пруссии, как и весь северо-запад современного Гродненского района по левому берегу р. Лососянки. В 1854 году построен каменный католический храм, ранее известный как костёл св. Фёклы (Святой Тэклі), а в настоящее время носящий имя Вознесения Девы Марии. в XIX веке Большие и Малые Адамовичи объединились в одну деревню. Состоянием на 1880 год в местечке было 37 дворов и 295 жителей.
По Рижскому мирному договору (1921 года) Адамовичи попали в состав межвоенной Польской Республики, с 1939 года в составе БССР.

## Население

### Численность
- 2009 год — 67 жителей

### Динамика
- 2009 год — 67 жителей (перепись населения)

## Достопримечательность
- Церковь Вознесения Девы Марии (1854—1855)[4][5] — памятник архитектуры классицизма.